# 郑叡璘
郑叡璘（韩语： Jung Ye-rin，1996年7月15日—），韩国女子柔道运动员，2022年亞洲運動會女子52公斤级铜牌得主、2024年夏季奥林匹克运动会混合团体铜牌得主。